# Ölziit, Bayankhongor
Ölziit (tiếng Mông Cổ: Өлзийт) là một sum của tỉnh Bayankhongor ở miền nam Mông Cổ. Vào năm 2006, dân số của sum là 3.353 người.

## Địa lý
Sum có diện tích khoảng 3.853 km2. Trung tâm sum, Ulaan, nằm cách tỉnh lỵ Bayankhongor 18 km và thủ đô Ulaanbaatar 603 km.

### Khí hậu
Nhiệt độ trung bình hàng năm ở khu vực này là 3 °C. Tháng ấm nhất là tháng 7, khi nhiệt độ trung bình là 23 °C và lạnh nhất là tháng 1, với -20 °C. Lượng mưa trung bình hàng năm là 254 mm. Tháng ẩm ướt nhất là tháng 8, với lượng mưa trung bình là 64 mm, và khô nhất là tháng 1, với 1 mm.

## Kinh tế
Sum có một trường học, bệnh viện, nhà văn hóa, khu dịch vụ, nhà nghỉ và thư viện công cộng.